# Philip Barrow
Philip Barrow ou Philip Barrough est un chirurgien et écrivain anglais, fils de John Barrow, du comté de Suffolk.

## Biographie
Philip Barrow obtient de l'université de Cambridge, en 1559, une licence pour pratiquer la chirurgie, et en 1572, une licence similaire pour pratiquer la médecine.
Il est l'auteur d'un manuel de médecine contenant les  causes, signes et remèdes des maladies internes dans le corps de l'homme de la tête aux pieds,
.
Cet ouvrage populaire atteint au moins sa septième édition en 1652. L'impression de 1617 est appelée la cinquième édition.